# Sam'al

Carte des États néo-hittites et araméens vers 900-800 av. J.-C.

Sam'al est un ancien royaume araméen dont la capitale est localisée à l'actuel emplacement du site archéologique de Zincirli Höyük, en Turquie, près de la ville de Gaziantep dans les monts Nur (ou Amanus).

## Histoire
Il a émergé vers le XIe siècle av. J.-C. et s'est effondré après le IXe siècle av. J.-C. face à l'expansion de l'Assyrie. Le site de Zincirli a été exploré entre 1888 et 1902 par des fouilleurs allemands de la Deutsche Orient-Gesellschaft, sous la direction de C. Humann, F. von Luschan et R. Koldewey. Des recherches ont repris en 2006 à l'initiative de l'Oriental Institute de Chicago. Les trouvailles ont consisté en des restes architecturaux (notamment la muraille), des bas-reliefs ainsi que quelques inscriptions en araméen.

## Vestiges
Le site de Zincirli est une forteresse protégée par une double enceinte de forme grossièrement circulaire, protégée par des tours et percée par trois portes. Les bâtiments majeurs étaient deux palais de type bit-hilani (avec une porte d'entrée à portique). Les bas-reliefs sur orthostates qui y ont été mis au jour se placent dans la continuité des traditions hittites et syriennes, caractéristiques de l'art dit « néo-hittite ». Cinq statues monumentales de lions gardiens de porte ont également été découvertes sur site. Les inscriptions retrouvées sur place sont surtout en araméen, mais également en louvite hiéroglyphique et phénicien, ainsi qu'en cunéiforme sur une stèle laissée par le roi Assarhaddon d'Assyrie après sa conquête du site.